# Seventh Army Symphony Orchestra
Das Seventh Army Symphony Orchestra war ein als Teil der 7. US-Armee 1952 aufgestelltes Symphonieorchester aus Musikern, die Mitglieder der US-Streitkräfte waren. Es bestand bis 1962 und diente der Völkerverständigung (Cultural Diplomacy) und Truppenbetreuung im Nachkriegseuropa.

## Geschichte
Gründer und erster Dirigent war der Komponist Samuel Adler. Das erste öffentliche Konzert fand im Juli 1952 in Göppingen statt. Danach wurde es zweimal formal aufgelöst, bis Dimitri Mitropoulos nach einem Besuch des Orchesters im Pentagon beim Oberbefehlshaber der 7. US-Armee General Anthony McAuliffe vorstellig wurde mit dem Ergebnis, dass es 1954 eine feste Grundlage erhielt.
Sie unternahmen Touren in Deutschland, Frankreich, Dänemark, Großbritannien, Griechenland und Italien. Ein Ziel war es, gemeinsame kulturelle Werte der USA mit den Europäern zu demonstrieren. Außer klassischen Komponisten präsentierten sie auch junge amerikanische Komponisten wie Morton Gould, Leroy Anderson und Roy Harris.  Adler erhielt für die Gründung 1953 die Belobigungs-Medaille der US-Armee. Die Gründung wurde von hohen Stellen (Dwight Eisenhower, für den sie ein Abschiedskonzert in Heidelberg im Juli 1952 gaben, James B. Conant) unterstützt.
Außer auf Konzerten waren sie auch über das Radio der US-Streitkräfte zu hören.
1958 spielten sie auf der Brüsseler Weltausstellung.
Das letzte Konzert fand am 11. März 1962 in Köln statt.

## Orchesterleiter
Dirigenten waren:
- 1952–1953 Samuel Adler
- 1953 Andrew Heath
- 1953–1954 James Dixon
- 1953–1955 Kenneth Schermerhorn
- 1955 Ronald Ondrejka
- 1956 Henry Lewis
- 1957–1958 Ling Tung
- 1958 Edward Lee Alley
- 1959 Nico Snell, John Canarina, John Ferritto
- 1960 John Canarina (später Professor an der Drake University), Arthur Shettle, Reid Bunger, Ralph Lane
- 1961 Arthur Shettle, William A. Mobley, Thomas Lewis, John Covelli
- 1962 Thomas Lewis, John Covelli

Es gab in den 1950er Jahren auch eine 7th Army Band für Jazz in Deutschland. Darin spielte unter anderem für zwei Jahre ab 1956 der Jazzmusiker Don Ellis, der hier auch erstmals Gelegenheit erhielt für Bigbands zu komponieren, und die Jazzmusiker Cedar Walton, Eddie Harris, Leo Wright und Don Menza.